# Prywatne śledztwo
Prywatne śledztwo – polski film sensacyjny z 1986 roku w reżyserii Wojciecha Wójcika.
Film kręcony w Słostowicach, Sulejowie (opactwo Cystersów) i Łodzi.

## Fabuła
Inżynier Rafał Skonecki wraz z rodziną spędza weekend poza Łodzią. Kiedy wraca do miasta, jego samochód wjeżdża w drzewo, aby uniknąć zderzenia z ciężarowym Jelczem. Ciężko ranny Rafał prosi kierowcę o pomoc. Ten, jako że był pijany, przeraził się i uciekł z miejsca wypadku. Rafał odzyskuje przytomność dopiero w szpitalu. Na wieść o śmierci żony i dzieci, próbuje popełnić samobójstwo. Kapitan MO, który prowadzi śledztwo, pyta go o przebieg wypadku, ale Skonecki zataja pewne fakty. Od tej pory Rafał chce sam wymierzyć sprawiedliwość. W tym samym czasie zaczynają ginąć w okolicach Łodzi kierowcy ciężarówek, którzy byli piratami drogowymi. Są ofiarami czarnego jeźdźca. Głównym podejrzanym staje się Rafał.

## Obsada
- Roman Wilhelmi – Rafał Skonecki
- Małgorzata Niemen – żona Rafała Skoneckiego
- Janusz Bukowski – major
- Jan Jankowski – oficer śledczy
- Andrzej Pieczyński – morderca
- Jan Peszek – Marek, przyjaciel Rafała
- Piotr Dejmek – oficer śledczy
- Jerzy Trela – kapitan
- Janusz Nowicki – kierowca poloneza
- Ryszard Radwański – kierowca zastępujący mordercę
- Jacek Domański – zabity kierowca ciężarówki
- Bronisław Wrocławski – właściciel warsztatu
- Mirosława Marcheluk – alkoholiczka, sąsiadka Rafała Skoneckiego

i inni.